# Чемпионат Украины по футболу среди женщин 2002
Чемпионат Украины по футболу 2002 года среди женских команд (укр. Чемпіонат України з футболу 2002 року серед жіночіх команд) — 11-й Чемпионат Украины по футболу среди женщин. Турнир стартовал 15 апреля, а завершился 23 августа 2002 года. Чемпионом Украины в третий раз подряд стала «Легенда-Чексил» из Чернигова.

## Участники
В чемпионате в 2002 году приняли участие 8 команд.
| Клуб               | Город     |
| ------------------ | --------- |
| Волынь             | Луцк      |
| Легенда-Чексил     | Чернигов  |
| Луганочка          | Кременная |
| Львовянка ЛЛГЗ     | Львов     |
| Металлург-Дончанка | Донецк    |
| Харьковчанка       | Харьков   |
| ЦПОР               | Донецк    |
| Юность             | Полтава   |

## Первый этап
Матчи между командами обеих групп проходили в Керчи с 15 по 23 апреля и в городе Кременная (Луганская область) с 12 по 19 июня 2002 года. Команды, занявшие в группе первые 2 места получают места в финальном турнире.

### Группа «Запад»
| 1 | «Легенда-Чексил» Чернигов | ~   | 6:0 | 4:1 | 4:0 | 5 | 4 | 0 | 1 | 23 — 5  | 12 |
| 2 | «Луганочка» Кременная     | 4:0 | ~   |     | 1:1 | 5 | 2 | 1 | 2 | 10 — 11 | 7  |
| 3 | «Волынь» Луцк             |     | 4:0 | ~   |     | 3 | 1 | 1 | 1 | 5 — 4   | 4  |
| 4 | ЦПОР Донецк               | 0:9 | 0:5 | 0:0 | ~   | 5 | 0 | 2 | 3 | 1 — 19  | 2  |

- Команда «Волынь» (Луцк) отказалась от участия во втором этапе турнира, проходившем в городе Кременная.

### Группа «Восток»
| 1 | «Металлург-Дончанка» Донецк | ~   | 3:1 | 8:0 | 7:0 | 5 | 3 | 0 | 2 | 19 — 6  | 9 |
| 2 | «Харьковчанка» Харьков      | 2:1 | ~   |     | 2:1 | 5 | 3 | 0 | 2 | 13 — 12 | 9 |
| 3 | «Львовянка ЛЛГЗ» Львов      |     | 7:0 | ~   |     | 3 | 1 | 1 | 1 | 9 — 10  | 4 |
| 4 | «Юность» Полтава            | 3:0 | 0:8 | 2:2 | ~   | 5 | 1 | 1 | 3 | 6 — 19  | 4 |

- Команда «Львовянка ЛЛГЗ» (Львов) отказалась от участия во втором этапе турнира, проходившем в городе Кременная.

## Финальный турнир
По результатам предварительного этапа в финальный турнир вышли три клуба: «Легенда-Чексил», «Луганочка», «Металлург-Дончанка» и «Харьковчанка». Перед самым турниром от участия в финале отказалась команда «Луганочка», поэтому звание чемпиона Украины оспаривали всего 3 клуба. Команда «Харьковчанка» в финальном турнире выступала под названием ФК «Харьков».
Матчи проходили в период с 19 июля по 23 августа 2002 года.
| 1 | «Легенда-Чексил» Чернигов   | ~   | 2:0 | 2:3 | 4 | 3 | 0 | 1 | 8 — 4 | 9 | Квалификационный раунд Кубка УЕФА |
| 2 | ФК «Харьков» Харьков        | 0:2 | ~   | 1:1 | 4 | 1 | 1 | 2 | 4 — 7 | 4 |                                   |
| 3 | «Металлург-Дончанка» Донецк | 1:2 | 2:3 | ~   | 4 | 1 | 1 | 2 | 7 — 8 | 4 |                                   |

«Металлург-Дончанка» заняла 3 место по дополнительным показателям.